# St Cuthbert’s Way

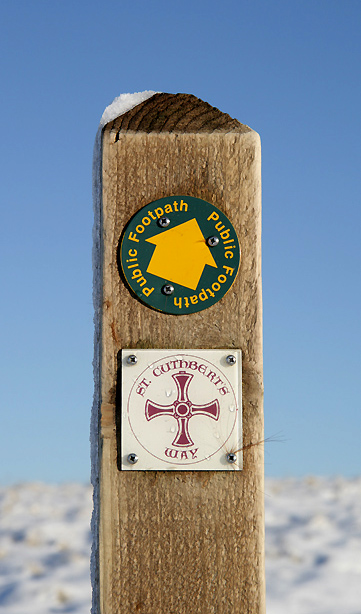

De St Cuthbert's Way is een langeafstandswandelpad (Great Trail) in Schotland en Engeland. Het pad uit 1996 is genoemd naar de heilige Cuthbertus, is 100 kilometer lang en loopt van Melrose tot Lindisfarne.